# Дишна
Дишна (араб. دشنا‎) — город в центральной части Египта, расположенный на территории мухафазы Кена.

## Географическое положение
Город находится в западной части мухафазы, на правом берегу Нила, на расстоянии приблизительно 22 километров к западу-юго-западу (WSW) от Кены, административного центра провинции. Абсолютная высота — 60 метров над уровнем моря.

## Демография
По данным переписи 2006 года численность населения Дишны составляла 52 534 человек.
Динамика численности населения города по годам:
| 1986   | 1996   | 2006   |
| ------ | ------ | ------ |
| 37 978 | 44 125 | 52 534 |

## Транспорт
Ближайший аэропорт расположен в городе Луксор.